# 샤오칭다오
샤오칭다오(중국어: 小青岛)는 중화인민공화국 칭다오시에 있는 섬이며, 잔차오 부두의 남동쪽에 위치해 있다. 
샤오칭다오는 1987년까지는 군사 제한 구역이었다. 1900년 독일 제국이 점령한 기간 동안, 독일은 조차된 영토를 "청도(칭다오)"라고 지명하고 샤오칭다오에 등대를 지었다. 제1차 세계 대전이 진행 중이던 1914년에 일본 제국 군대가 자오저우만을 공격하고 점령한 이후에 샤오칭다오의 이름을 "가토섬"으로 변경하였다. 현지인들은 이 섬을 작은 섬이기 때문에 "샤오칭다오"라고 불렀다.
샤오칭다오의 면적은 0.024 평방킬로미터이고, 평균 고도는 해발 17미터이다. 또한 섬의 모양이 고대 악기처럼 보이기 때문에 "Qin Dao"라고 불리기도 한다. 

## 관광
현재는 샤오칭다오 공원이 조성되어 있으며, 가장 가까운 지하철역은 칭다오 지하철 3호선 인민회당역이다. 주변 관광지로는 칭다오 루쉰 공원과 칭다오 아쿠아리움이 있다.

## 참고 문헌
- 小青岛 보관됨 2020-04-03 - 웨이백 머신 青岛新闻网 2011-05-04.
- 중국의 이전 외국 식민지와 양보